# SaferInternet Österreich

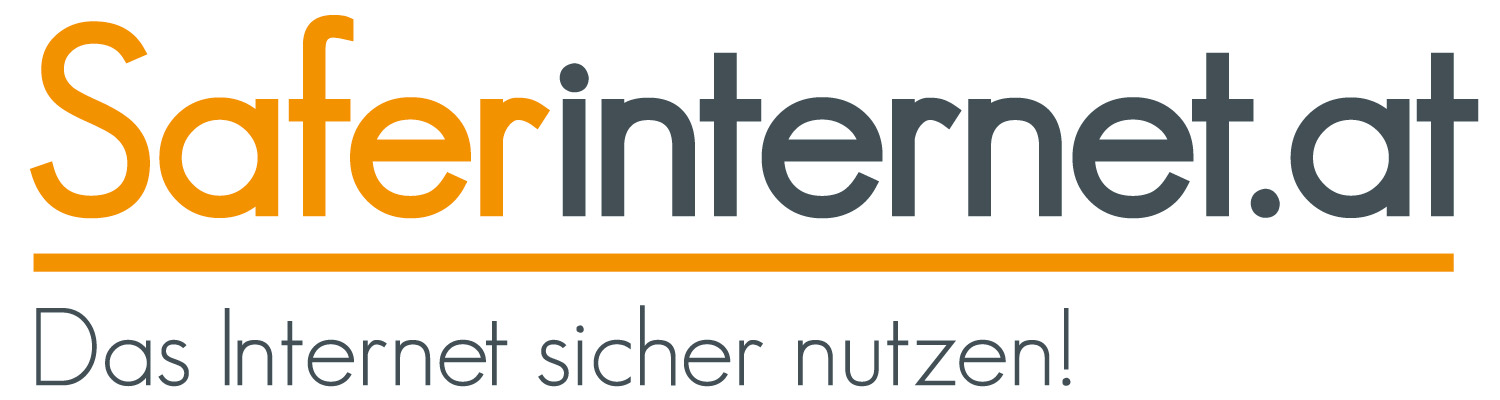
Logo von SaferInternet

Die österreichische Initiative Saferinternet.at unterstützt vor allem Kinder, Jugendliche, Eltern und Lehrende beim sicheren, kompetenten und verantwortungsvollen Umgang mit digitalen Medien. Angeboten werden Informationen und Tipps zu Themen wie Jugendschutz, Schutz der Privatsphäre, Cyber-Mobbing, Privatsphäre in Sozialen Netzwerken, Computersicherheit oder Internetbetrug.

## Gründung und Ziele
Saferinternet.at unterstützt beim sicheren, kompetenten und verantwortungsvollen Umgang mit digitalen Medien. Die Initiative wird im Auftrag der Europäischen Kommission im Rahmen des Safer Internet Programms umgesetzt. Saferinternet.at bildet gemeinsam mit der Stopline Österreich (Meldestelle gegen sexuelle Missbrauchsdarstellungen Minderjähriger und nationalsozialistische Wiederbetätigung) und 147 – Rat auf Draht (Telefonhilfe für Kinder, Jugendliche und deren Bezugspersonen) das „Safer Internet Centre Austria“. Es ist der österreichische Partner im Safer Internet Netzwerk der EU (Insafe).

## Organisation
Das Österreichische Institut für angewandte Telekommunikation (ÖIAT) koordiniert die Website Saferinternet.at. Kooperationspartner ist der Verband der Internet Service Providers Austria (ISPA). Das österreichweite Projekt wird umgesetzt in Zusammenarbeit mit der öffentlichen Hand, NGOs und der Wirtschaft.
Die Finanzierung erfolgt u. a. durch das Safer Internet Programm der Europäischen Kommission (Digital Europe), das Bundesministerium für Bildung, Wissenschaft und Forschung, das Bundeskanzleramt, das Bundesministerium für Finanzen, Meta und A1.

## Angebot
Die Initiative bietet auf der Website Saferinternet.at Informationen und Tipps zu Themen wie Jugendschutz, Schutz der Privatsphäre, Cyber-Mobbing, Privatsphäre in Sozialen Netzwerken, Computersicherheit oder Internetbetrug. Zusätzlich wird ein Broschüren-Service betrieben, bei dem Interessierte kostenlos Informationsbroschüren, Unterrichtsmaterialien für die Schule sowie Präsentationsfolien für den Unterricht bestellen bzw. herunterladen können. Über die Website können auch Referenten für Workshops und Vorträge um Safer Internet-Themen gebucht werden.
Darüber hinaus organisiert Saferinternet.at den jährlichen Safer Internet Day in Österreich.